# David Kusnet
David Kusnet (* 17. August 1951) ist ein US-amerikanischer Schriftsteller.
Von 1992 bis 1994 war er Chef-Redenschreiber für den damaligen Präsidenten Bill Clinton. 2013 schrieb er Barack Obamas Überzeugungsrede für einen Eingriff in Syrien.
Er ist Autor des Buchs Love the Work, Hate the Job, das 2008 im Verlag John Wiley & Sons erschien. 
Er schreibt für die Huffington Post.

## Publikationen (Auswahl)
- America needs a raise: fighting for economic security and social justice. mit John J Sweeney, Houghton Mifflin, Boston 1996, ISBN  0-395-82300-5.
- Speaking American: how the Democrats can win in the nineties. Thunder's Mouth Press, New York 1992, ISBN 1-56025-027-5.
- Talking past each other: what everyday Americans really think (and elites don't get) about the economy. mit Lawrence R. Mishel und Ruy A. Teixeira, Economic Policy Institute, Washington, DC 2006, ISBN 978-1-932066-27-2.
- Love the work, hate the job : why America's best workers are more unhappy than ever. John Wiley & Sons, Hoboken 2008, ISBN 978-0-471-74205-0.
- To build New York: 100 years of infrastructure. General Contractors Association of New York, McGraw-Hill, New York 2009, ISBN 978-0-07-160862-6.